# I re maledetti
 I re maledetti (in francese Les Rois Maudits), è una serie di sette romanzi storici scritti dall'Accademico di Francia Maurice Druon.
I titoli dei sette romanzi sono
I. Le Roi de fer (Il re di ferro)
II. La Reine étranglée (La regina strangolata)
III. Les Poisons de la couronne (I veleni della corona)
IV. La Loi des mâles (La legge dei maschi)
V. La Louve de France (La lupa di Francia)
VI. Le Lis et le Lion (Il giglio e il leone)
VII. Quand un Roi perd la France (Quando un re perde la Francia)

## Trama
Le vicende dei romanzi si svolgono tra la fine del XIII e l'inizio del XIV secolo, durante i regni degli ultimi cinque sovrani francesi della dinastia dei Capetingi in linea diretta. Dopo il glorioso regno di Filippo IV il Bello, portatore di grandi eventi storici (il rafforzamento della monarchia, con l'annessione diretta alla corona di numerose province, lo scontro con il papato di Bonifacio VIII, il trasferimento del papato ad Avignone, lo scioglimento dei Templari) la Francia cadde preda di un periodo di crisi dinastica e politica, con la rapida successione di sovrani relativamente deboli, l'imposizione della successione solo in linea maschile (la cosiddetta Legge salica), l'estinzione della dinastia reale dei Capetingi, sostituita sul trono dai Valois, lo scatenarsi della guerra dei cent'anni con i re d'Inghilterra.
Secondo la leggenda riportata dai romanzi, la maledizione che colpì gli ultimi sovrani Capetingi fu scagliata contro Filippo il Bello ed i suoi discendenti dall'ultimo Gran Maestro dei Templari, Jacques de Molay, al momento di salire sul rogo.

## Mini-serie
Nel 1972 è stata realizzata dalla televisione francese una  miniserie TV tratta dalla serie. Il set e i costumi vennero mantenuti minimali, dando al tutto un gusto di tipo teatrale.

## Remake del 2005
Nel 2005 è stata realizzata una nuova miniserie TV, La maledizione dei Templari, frutto di una co-produzione Italo-francese, a cui hanno lavorato attori quali Philippe Torreton e Jeanne Moreau.